# Trevor Engelson
Trevor Engelson (ur. 23 października 1976 w Great Neck) – amerykański producent filmowy i menadżer literacki. Uczestniczył w produkcji wielu popularnych filmów i seriali telewizyjnych. Był żonaty z Meghan Markle, co przysporzyło mu popularności i zainteresowania mediów. Od 2019 żonaty z Tracey Kurland.

## Wczesne życie i edukacja
Engelson urodził się 23 października 1976 roku w Great Neck w stanie Nowy Jork. Jest Żydem, uczęszczał do szkoły średniej im. Johna L. Millera Great Neck North High School i studiował dziennikarstwo na Uniwersytecie Południowej Kalifornii w Los Angeles.

## Kariera
Po studiach Engelson rozpoczął karierę jako asystent produkcji filmowej, W 2001 roku założył własną firmę producencką Underground. Jako producent pracował przy filmach i programach telewizyjnych, m.in.: Twój na zawsze, Licencja na miłość i Wszystko o Stevenie. Wyprodukował także serial Snowfall. W 2018 roku Engelson miał rozpocząć pracę nad fikcyjnym dramatem dla Fox Broadcasting o brytyjskim księciu.

## Życie osobiste
Engelson zaczął spotykać się z Meghan Markle w 2004 roku. Para pobrała się w Jamaica Inn w Ocho Rios na Jamajce 16 sierpnia 2011 roku, a rozwiedła się w lutym 2014 roku, bez orzekania winy, powołując się na różnice nie do pogodzenia.
1 czerwca 2018 roku Engelson zaręczył się z dietetyczką Tracey Kurland, córką Stanforda L. Kurlanda, założyciela funduszu inwestycyjnego
PennyMac Financial Services. Stanford Kurland zmarł w styczniu 2021 roku i Tracey Kurland stała się spadkobierczynią wielomilionowej fortuny. Para pobrała się 11 maja 2019 roku w Kalifornii. Ich córki to Ford Grace Engelson (ur. 2020) i Sienna Lee Engelson (ur. 2021).

## Filmografia
Filmy, w produkcji których uczestniczył Engelson:
| Rok       | Tytuł                                  | Pozycja                   | Uwagi                               |
| --------- | -------------------------------------- | ------------------------- | ----------------------------------- |
| 2006      | Zoom: Akademia superbohaterów          | Producent wykonawczy      |                                     |
| 2006      | Córka Mikołaja (Santa Baby)            | Współproducent wykonawczy |                                     |
| 2007      | Licencja na miłość (License to Wed)    | Współproducent            |                                     |
| 2009      | Wszystko o Stevenie (All About Steve)  | Producent wykonawczy      |                                     |
| 2010      | Twój na zawsze (Remember Me)           | Producent                 |                                     |
| 2012      | Amber Alert                            | Producent                 |                                     |
| 2013      | Supanatural                            | Producent wykonawczy      |                                     |
| od 2013   | Bastards                               | Producent                 |                                     |
| od 2013   | Bad Advice from My Brother             | Producent                 |                                     |
| 2014      | Outpost 37                             | Producent                 |                                     |
| 2016      | Rise                                   | Producent                 |                                     |
| 2016      | Wcielenie (Incarnate)                  | Producent                 |                                     |
| 2017      | Give Me Future                         | Producent wykonawczy      | Dokumentalny                        |
| 2017      | L.A. Burning: The Riots 25 Years Later | Producent wykonawczy      |                                     |
| 2017–2023 | Snowfall, 61 odcinków                  | Producent wykonawczy      | Producent wykonawczy w 11 odcinkach |
| 2018      | The After Party                        | Producent                 |                                     |
| 2018      | Heathers                               | Producent wykonawczy      | Producent wykonawczy w 6 odcinkach  |
| 2019      | Desi Lydic: Abroad                     | Producent wykonawczy      |                                     |
| 2020      | Chasing the Sound                      | Producent wykonawczy      |                                     |
| 2020      | Dream Team                             | Producent wykonawczy      |                                     |
| 2021      | Small Engine Repair                    | Producent wykonawczy      |                                     |
| 2023      | Celeste Barber: Fine, thanks           | Producent wykonawczy      |                                     |
| 2023      | Share?                                 | Producent wykonawczy      |                                     |